# Ryszard Pilarczyk
Ryszard Pilarczyk (ur. 5 listopada 1975 w Poznaniu) – polski lekkoatleta, sprinter. Syn Włodzimierza Henryka i Aleksandry Marii Raczyńskiej.
Zawodnik Olimpii Poznań.

## Osiągnięcia
Dwukrotnie zdobywał medale mistrzostw Europy w sztafecie 4 x 100 m: brązowy w Budapeszcie 1998 (z Marcinem Krzywańskim, Marcinem Nowakiem i Piotrem Balcerzakiem) oraz srebrny w Monachium 2002 (z Nowakiem, Marcinem Urbasiem i Łukaszem Chyłą, srebrny medal został przyznany po dyskwalifikacji Dwaina Chambersa za doping). Indywidualnie w biegu na 100 m odpadł w półfinale (1998) i eliminacjach (2002).
Był uczestnikiem Igrzysk Olimpijskich w Sydney (2000), gdzie zajął 8. miejsce w sztafecie 4 x 100 (z Nowakiem, Balcerzakiem i Urbasiem). Dwa razy startował w mistrzostwach świata: w Atenach 1997 odpadł w ćwierćfinale biegu na 100 m, a w sztafecie 4 x 100 m w półfinale. W Edmonton 2001 sztafeta z udziałem Pilarczyka (oraz Chyły, Balcerzaka i Marcina Jędrusińskiego) zajęła 7. miejsce. Brał także udział w Halowych Mistrzostwach Świata w Maebashi 1999, gdzie odpadł w półfinale biegu na 200 m.
Pięciokrotnie zdobywał mistrzostwo Polski na otwartym stadionie: w biegu na 100 m w 1996 i 1997 oraz w sztafecie 4 x 100 m. Cztery razy był mistrzem Polski w hali: na 60 m w 1996 i 1999 oraz na 200 m w 1997 i 2000.

## Rekordy życiowe

### na stadionie
- bieg na 100 metrów
  - 10,26 s. (12. wynik w historii polskiego sprintu)[1] 2 sierpnia 1997, Ateny
  - 10,21 s. (29 sierpnia 1997, Katania, przy zbyt silnym sprzyjającym wietrze +3,9 m/s)[1]
- bieg na 200 metrów – 20,69 s. (14. wynik w historii polskiego sprintu)[1] 17 sierpnia 1997, Kraków
- bieg na 300 metrów – 32,94 s. (6. wynik w historii polskiego sprintu[2])

### w hali
- bieg na 50 metrów – 5,75 s.
- bieg na 60 metrów – 6,59 s. - 27 lutego 1998, Walencja
- bieg na 200 metrów – 20,96 s. (4. wynik w historii polskiego sprintu) - 13 lutego 1999, Dortmund